# Speed of Sound
Speed of Sound – pierwszy singel z płyty X&Y brytyjskiego zespołu Coldplay. Premiera odbyła się 18 kwietnia 2005 roku, w BBC Radio 1, podczas audycji prowadzonej przez Steve’a Lamacqa w poniedziałkowy wieczór.
„Speed of Sound” walczył o pierwsze miejsce na liście UK Singles Chart z nowatorską piosenką „Axel F”, Crazy Froga. Poza tym utwór znalazł się na pierwszym miejscu najczęściej ściąganych dzwonków telefonicznych w Anglii. Dodatkowo piosenka jako pierwsza zespołu Coldplay znalazła się w dziesiątce listy Billboard Hot 100, będąc na miejscu #8, odnosząc największy sukces ze wszystkich singli zespołu.
Teledysk był kręcony w Los Angeles, 22 i 23 kwietnia 2005 roku. Odpowiedzialny za niego był Mark Romanek, znany między innymi z reżyserowania klipu Johnny’ego Casha „Hurt” i Jaya-Z „99 Problems”. Wideoklip zdobył 4 nominacje na MTV Video Music Awards w 2005 roku.

## Lista utworów

### Japonia
- CD TOCP-40179 wydany 11 maja 2005 przez Toshiba-EMI

1. „Speed of Sound” – 4:49
2. „Things I Don’t Understand” – 4:55
3. „Proof” – 4:10

### UK
- CD CDR6664, 7" R6664, 12" 12R6664, 10" 10R6664

1. „Speed of Sound” – 4:49
2. „Things I Don’t Understand” – 4:55
3. „Proof” – 4:10 (tylko CD i 10")

### Australia
- CD 872 9862 wydany 23 maja 2005 przez Capitol Records

1. „Speed of Sound” – 4:49
2. „Things I Don’t Understand” – 4:55
3. „Proof” – 4:10

## Nagrody
- 2005 MTV Europe Music Awards – najlepsza piosenka
- 2006 Brit Awards – najlepszy brytyjski singel
- 2006 ASCAP Awards  – piosenka roku

## Certyfikaty i sprzedaż
| Kraj                     | Certyfikat  | Sprzedaż |
| ------------------------ | ----------- | -------- |
| Australia (ARIA)         | złota płyta | 35 000+  |
| Dania (IFPI Danmark)     | złota płyta | 4 000+   |
| Kanada (MC)              | złota płyta | 10 000+  |
| Stany Zjednoczone (RIAA) | złota płyta | 500 000+ |
| Wielka Brytania (BPI)    | złota płyta | 400 000+ |